# Nikolaus Beuck

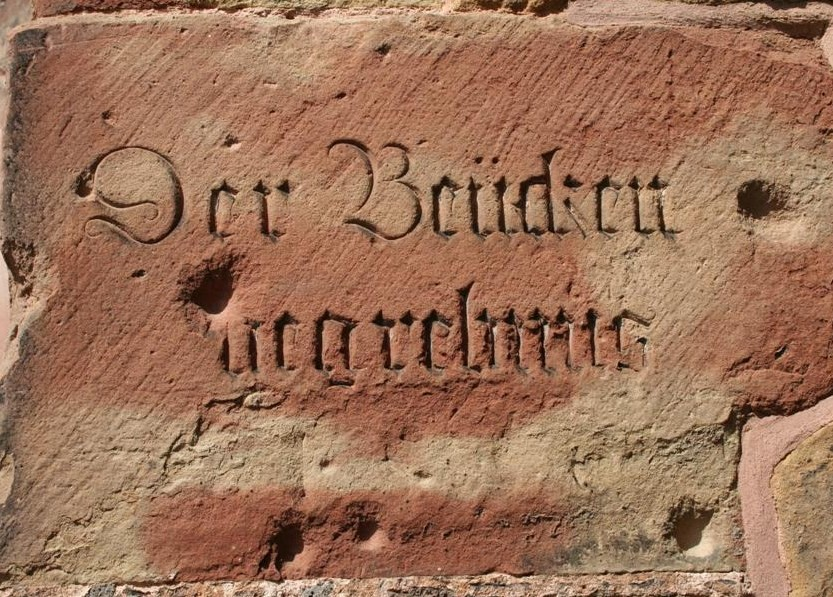
Gedenktafel für die Familie Beuck in der Stiftskirche St. Arnual

Nikolaus Beuck (* um 1523 in Saarbrücken; † um 1572 in Vinstingen, heute Fénétrange/Lothringen; auch Beuckius, Bayk, Beick) war ein evangelisch-lutherischer Theologe und Reformator.

## Leben und Wirkung
Nikolaus Beuck stammte aus einer angesehenen und wohlhabenden Saarbrücker Bürgerfamilie. Darauf deutet die Tatsache hin, dass die Familie in der Saarbrücker Stiftskirche St. Arnual ein noch heute erhaltenes Erbbegräbnis besaß. Sein Vater hieß Hans Beuck, seine Mutter Barbara.
1539 begann Beuck in Heidelberg mit dem Studium der katholischen Theologie, das er offenbar 1546 abschloss. Da er mit einem Stipendium des Saarbrücker Grafen studiert hatte, wurde ihm von diesem auch die Erlaubnis erteilt, sich als Landeskind zum Priester weihen zu lassen. Spätestens 1551 ist er als Chorherr Mitglied des wichtigen Stiftes St. Arnual und schon bald darauf muss er Dekan des Stiftes geworden sein. In dieser Funktion gehörte er zu den führenden Persönlichkeiten der Grafschaft.
Graf Philipp II. von Nassau-Saarbrücken war zwar katholisch, verhinderte aber nicht, dass in seinem Land an einigen Orten evangelische Prediger wirkten. Auch das St. Arnualer Stift zeigte Tendenzen, sich der Reformation anzuschließen: Die Stiftsherren dachten über die Aufhebung des Zölibats und die Einführung des Laienkelches nach. Da Graf Philipp weiter zögerte und auch sein Bruder, Johann III., in dieser Politik fortfuhr, gab Beuck 1554 schließlich sein Amt auf.
Er wechselte als Hofprediger ins nahegelegene Forbach, wo er die Reformation durchführte. Aber Graf Johann von Hohenfels-Reipoltskirchen, dem Forbach gehörte, konnte dieses Vorgehen nicht vor dem Herzog von Lothringen, seinem Lehnsherrn, aufrechterhalten und musste Beuck 1557 wieder entlassen.
So wechselte Beuck als erster Superintendent nach Simmern, wo der pfälzische Herzog Friedrich II. von Pfalz-Simmern im selben Jahr die Reformation nach lutherischem Bekenntnis eingeführt hatte. Hier heiratete er 1558 Barbara Usinger aus Kirn, mit der er mindestens drei Kinder hatte. 1558/59 führte Beuck dann auch in der Hinteren Grafschaft Sponheim die Reformation ein.
1565 verließ Beuck Simmern und wurde Superintendent der Herrschaft Vinstingen, die damals den Wild- und Rheingrafen gehörte. Auch hier führte er die Reformation nach lutherischem Bekenntnis ein. Hier starb er 1571 oder 1572 (das Datum ist unbekannt, aber aus dem Jahr 1572 hat sich ein Schreiben seiner Witwe erhalten, die vom Grafen das rückständige Gehalt ihres verstorbenen Mannes einfordert).